# اسرا ارول
اسرا ارول (انگلیسی: Esra Erol؛ زادهٔ ۱۲ مهٔ ۱۹۸۲) مجری تلویزیون اهل ترکیه است. وی از سال ۲۰۰۳ میلادی تاکنون مشغول فعالیت بوده‌است.